# Національна комісія регулювання електроенергетики України
Національна комісія регулювання електроенергетики України (НКРЕ) — державний колегіальний орган, що здійснював державне регулювання діяльності виробників електроенергії з 1994 по 2011 рік.
У листопаді 2011 замінено Національною комісією, що здійснює державне регулювання у сфері енергетики.

## Історія

### Утворення
8 грудня 1994 року указом Президента України утворена Національна комісія з питань регулювання електроенергетики.

### Перейменування
21 квітня 1998 року указом Президента України комісію перейменовано в Національну комісію регулювання
електроенергетики України.

### Уніфікація нацкомісій
6 липня парламент прийняв закон про уніфікацію Національних комісій, які здійснюють державне регулювання в різних сферах і 2 серпня 2011 закон було підписано. А 23 листопада 2011 — комісію ліквідовано. На заміну створено Національну комісію, що здійснює державне регулювання у сфері енергетики.